# Stagnicola bonnevillensis
Stagnicola bonnevillensis es una especie de molusco gasterópodo de la familia Lymnaeidae en el orden de los Basommatophora.

## Distribución geográfica
Es endémica de los Estados Unidos.